# 壽山公園站
壽山公園站，副站名金馬賓館當代美術館，位於高雄市鼓山區，為高雄捷運環狀輕軌的捷運車站。車站編號為C15。

## 歷史
高雄市政府捷運工程局舉行徵名活動C15-C37車站全民參與命名活動，票選結果為「壽山公園站」。
2021年1月12日，隨著環狀輕軌第二階段「C14哈瑪星–C17鼓山區公所」通車啟用。
因應高雄輕軌成圓，於2024年1月1日至2月25日前進行全線通車試營運，以作為後續正式營運後參考。

## 車站概要
站區位於五福四路與新樂街段。車站構造為側式月台兩座。

### 月台配置
| 地面               |                                  |
| 側式月台，右側開門 |                                  |
|                    | ← 環狀輕軌順行方向（文武聖殿站） |
|                    | 環狀輕軌逆行方向（哈瑪星站）→    |
| 側式月台，右側開門 |                                  |
| 出入口             | 連通道                           |

## 外部連結
- 壽山公園站（金馬賓館當代美術館）（高雄捷運公司） （页面存档备份，存于）